# Musse Pigg har ångan uppe
Musse Pigg har ångan uppe (engelska: Tugboat Mickey) är en amerikansk animerad kortfilm med Musse Pigg från 1940.

## Handling
Musse Pigg är kapten över en bogserbåt med en besättning bestående av Kalle Anka och Långben. Plötsligt hör de ett nödrop från radion om ett skepp i sjönöd, och de beslutar sig för att hjälpa. Men det verkar inte gå så bra. Det blir inte heller bättre för vännerna när en pelikan stör dem.

## Om filmen
Filmen är den 107:e Musse Pigg-kortfilmen som producerades och den första som lanserades år 1940.
Filmen hade svensk premiär den 14 december 1942 på Sture-Teatern i Stockholm som innehåll i kortfilmsprogrammet Kalle Ankas glada gäng tillsammans med sex kortfilmer till; Kalle Anka som fönsterputsare, Sådan husse, sådan hund (ej Disney), Kalle Anka vill ha nattro, Äventyr i djungeln (ej Disney), Pluto junior och Kalle Ankas snöbollskrig. Året därpå den 15 februari visades filmen som separat kortfilm på biografen Spegeln som också ligger i Stockholm.

## Rollista
- Walt Disney – Musse Pigg
- Clarence Nash – Kalle Anka
- Danny Webb – Långben[8]